# Durach (vattendrag i Schweiz)
Durach är ett vattendrag i Schweiz. Det ligger i kantonen Schaffhausen, i den nordöstra delen av landet. Durach mynnar i staden Schaffhausen i Rhen.
I omgivningarna runt Durach växer i huvudsak blandskog, kring mynningen är det tät bebyggt.